# Megaselia bridarollii
Megaselia bridarollii är en tvåvingeart som beskrevs av Colyer 1952. Megaselia bridarollii ingår i släktet Megaselia och familjen puckelflugor. Inga underarter finns listade i Catalogue of Life.